# Fänggen
Die Fänggen (Sing.: Fangga; Fanggin), welche auch Fänken, Fenggen und Fanggen genannt werden, sind Wesen und Sagengestalten in Süddeutschland, Österreich und Südtirol. Je nach Autor, Zeit und Ort werden sie entweder als riesenhafte Walddämonen, als Hexengestalten oder auch als baumverbundene Waldfeen beschrieben.

## Darstellung
Als Dämonengestalt werden die Fänggen von Johann Nepomuk von Alpenburg in seinem 1857 erschienenen Buch Mythen und Sagen Tirols beschrieben: 
„riesengroß, am ganzen Körper behaart, geborstet, das Antlitz verzerrt, der Mund von einem Ohre zum anderen gezogen, das schwarze Haupthaar hängt voll Baumbart … und reicht rauh und struppig über den Rücken herab; im Zorne sträubt sich's wild empor, wie Furiengelock. Die Augen sind dunkel und nachtschwarz wie Kohlen, glühen aber auch zu Zeiten und sprühen Blitze – die Stimme ist Mannesstimme, rauh und ungefüge. Ihre Kleidung sind Schurze von Wildkatzenpelzen, Joppen von Baumrinden und Zottelschurze von Füchsen und anderm Getier.“
Es gibt anscheinend sowohl männliche, als auch weibliche Fänggen, wobei letztere in Tiroler Sagen häufiger vertreten sind. Die männlichen trifft man hingegen häufiger in den Sagen aus dem Vorarlberg. Es heißt, dass sie über geheimes Wissen verfügen, wie zum Beispiel jenes über die geheimen Kräfte der Pflanzen, das man ihnen entlocken kann, wenn man sie erst betrunken gemacht hat. Auch sollen die meisten über Eigennamen verfügen, wie zum Beispiel Rauhrinda und Stutzförcha. 
In Sagen werden sie häufig zum Kinderschreck deklassiert oder als dumm dargestellt. Ersteres Motiv findet sich so in einer Tiroler Sage:
„Im Walde, der von Nassereit nach Stra sich zieht, hauste eine Fangg, welche von der Größe eines mittelmäßigen Baumes war. Sie lauerte stets auf Menschen, und wenn sie kleine Buben zu fassen bekam, so schnupfte sie dieselben in ihre Nase, wie Dopllelmops oder Saint Omer, oder sie rieb sie an alten dürren Bäumen, die von stechenden Ästen starren, bis sie zu Staub geraspelt waren.“
Sie sollen sowohl solitär, als auch in Gruppen auftreten, wie in den oben beschriebenen Sagen, sind dabei aber stets an einen bestimmten Wald mit ihrem Leben gebunden. Würde besagter Wald verschwinden, etwa durch Abholzung, würden auch sie verschwinden.
Ein weiteres Merkmal der Fänggen, das sicherlich erst im Zuge der Christianisierung hinzukam, ist, dass man sie, wie auch andere heidnische Gestalten durch das Läuten einer Kirchenglocke vertreiben kann.
Neben den riesenhaften Fänggen existieren in manchen Sagen und Erzählungen auch kleine, zwerghafte Fängge. Diese Winzlinge sollen in Felsenklüften und Erdhügeln, die Fänggenlöcher genannt werden, hausen. Sie werden oft mit den Zwergen, Gnomen und derlei gleichgesetzt, sollen aber, trotz ihrer geringen Körpergröße, über gewaltige Kräfte verfügen. Außerdem heißt es, dass sie Gämse und Wölfe zähmen, deren Milch trinken und sie gar als Reittiere nutzen sollen.